# Känsliga bitar
Känsliga bitar är ett barnalbum av Anders Lundin och Lars In de Betou från 1999.
Anders Lundin skrev de flesta låttexterna och spelar gitarr på skivan. Musiken arrangerades av Lars in de Betou som även spelade alla övriga instrument samt skrev texten till "Ledsen".
Utgivningen följdes av en turné med familjeföreställningar i Västsverige i början av år 2000. Albumet nominerades till en grammis 2000 för "årets barnskiva".
Skivan fick en uppföljare Mycket känsliga bitar som släpptes 2004.

## Låtlista
1. Nöjd
2. Pinsamt
3. Vemod
4. Envis
5. Besviken
6. Hjärtat det ska sitta här
7. Ivern
8. Lugn o go
9. Arg
10. Påhittig
11. Ledsen
12. Försiktig
13. Blyg
14. Försagd